# Ricardo Jamin Vidal

Ricardo Jamin kardinál Vidal (6. února 1931 Mogpoc – 18. října 2017) byl filipínský římskokatolický kněz, emeritní arcibiskup cebuský, kardinál.
Kněžské svěcení přijal 17. března 1954. Poté přednášel v semináři v Lucenii, kde byl později také spirituálem a rektorem (v letech 1965 až 1971). V září 1971 byl jmenovaný biskupem-koadjutorem diecéze Malolos. Biskupské svěcení přijal 30. listopadu téhož roku. O dva roky později se stal arcibiskupem arcidiecéze Lipa. Dne 13. dubna 1981 ho papež Jan Pavel II. jmenoval arcibiskupem-koadjutorem arcidiecéze Cebu, jejího řízení se ujal 24. srpna 1982. Při konzistoři 25. května 1985 byl jmenován kardinálem. Po dovršení kanonického věku rezignoval na funkci arcibiskupa Cebu. Jeho nástupcem se stal Jose Serofia Palma.